# Postmoderna arhitektura
Postmoderna arhitektura je suvremeni arhitektonski stil koji se javlja koncem 1950-ih. Utjecaj postmoderne arhitekture se osjeća i dan-danas, iako se zlatnim dobom njezinog razvoja smatraju 1970-e i 80-e godine 20. stoljeća. Postmodernizam u arhitekturi se odlikuje nepravilnim kutovima, ponovnom uporabom ornamenta na pročelju, oslanjanje na dekorativne oblike povijesne arhitekture i pozornošću na uklapanje građevine u arhitekturu okoline.
U arhitekturu se vraća simetrija, stup, lučni prozor, ornament i dr., čime nastaje „postmoderna retrospektiva”, dok se „postmoderna progresiva” trudi iskoristiti suvremene forme sasvim drukčije od klasične moderne. Zbog toga se postmoderna arhitektura također smatra i neo-eklektičnom. Taj eklekticizam se obično povezuje s čudnim kutvima i neobičnim površinama građevina i nema veze s historicizmom 19. stoljeća.

## Povijest i razvoj
„Postmoderna” se kao pojam upravo najprije i pojavio kako bi se opisalo nezadovoljstvo modernom arhitekturom (1949.), osobito internacionalnim stilom, čija su se djela doživljavala kao preformalna, bezdušna i dosadna. Čak je i jedan od pionira i najutjecajnijih arhitekata moderne arhitekture, Philip Johnson, priznao kako mu je „dosadila kutija”. 
Pretjerano funkcionalistički, pojednostavljeni oblici i prostori modernizma su zamijenjeni mnogo bogatijom estetikom u odbijanju strogih pravila modernizma i težnjom kompleksnosti, igri s građevinskim tehnikama, kutovima i stilističkim utjecajima.
Ponajviše se od klasične moderne arhitekture distancirao Robert Venturi koji se u svojim projektima trudio da raščlani površinu zgrada i njegova se djela početkom 1960-ih smatraju osnovama postmoderne. Tako je njegova osobna Kuća Vanna Venturi bila prva koja je imala procjep na sredini krova kao jasnu poruku o prekidu s funkcionalističkim ravnim krovom kutijastih građevina. Venturi je nastavio širiti nove načine razmišljana u arhitekturi u svom djelu „Kompleksnost i kontradikcije” (1966.) u kojemu je kroz povijest cjelokupne arhitekture naglašavao prejednostavnost funkcionalističkog modernizma. Njegovo drugo djelo, Učeći od Las Vegasa (1972.), nadalje razvija napad na modernizam ističući kako ornament i dekorativni elementi u arhitekturi „upotpunjavaju postojeću potrebu za raznolikošću i komunikacijom”.
Ostala znamenita djela zlatnog doba postmoderne arhitekture su: Zgrada Portland (Michael Graves) i Zgrada AT&T u New Yorku (Philip Johnson), te Neue Staatsgalerie u Stuttgartu (James Stirling) i Piazza d'Italia u New Orleansu (Charles Moore), koje otvoreno posuđuju arhitektonske elemente iz povijesti, te u arhitekturu ponovno unose boje i simbolizam.

## Utjecajni arhitekti
| - Barbara Bielecka - Ricardo Bofill - Mario Botta - John Burgee - Terry Farrell - Frank Gehry - Michael Graves - Hans Hollein - Peter Eisenman | - Helmut Jahn - Jon Jerde - Philip Johnson - Ricardo Legorreta - Vlado Milunić - César Pelli - Boris Podrecca - Paolo Portoghesi | - Antoine Predock - Aldo Rossi - Robert A.M. Stern - James Stirling - Tomás Taveira - Siavash Teimouri - Robert Venturi - Charles Willard Moore |